# Brzeziny (Wielopole Skrzyńskie)
Brzeziny ist eine Ortschaft mit einem Schulzenamt der Gemeinde Wielopole Skrzyńskie im Powiat Ropczycko-Sędziszowski der Woiwodschaft Karpatenvorland in Polen.

## Geographie
Der Ort liegt im Strzyżów-Gebirge, am Bach Brzezinka, einem linken Zufluss der Wielopolka. Die Nachbarorte sind Wielopole Skrzyńskie im Osten, Jaszczurowa im Südosten, Huta Gogołowska im Süden, Kamienica Górna im Südwesten, Grudna Górna und Bączałka im Westen, sowie Mała und Glinik im Norden.

## Geschichte
Die älteste Siedlung im hügeligen, bewaldeten Gebiet des Strzyżów-Gebirges zwischen dem Wisłoka-Tal im Westen und dem Wisłok-Tal im Osten (ab dem 13. Jahrhundert auch die Grenze zu Rotruthenien), dem Sandomirer Becken im Norden und dem Sanoker Flachland im Süden war Kunice, das nach manchen Historikern schon in der zweiten Hälfte des 10. Jahrhunderts gegründet sein könnte. Kunice wurde zum Sitz bzw. zum Namensgeber der Güter, die 1237 mit der Umgebung von Opatów vom polnischen Princeps Heinrich den Bärtigen an das Bistum Lebus verliehen wurde, das damals auch die Funktion des Missionsbistums für Ruthenien erhalten hatte. Nachdem es 1266 von den galizischen und lodomerischen Fürsten verwüstet wurde, verlieh der Krakauer Herzog Leszek der Schwarze im Jahr 1288 wieder einmal das Gebiet in Kunitz cum districto suo, melificiis et magna silva [großer Wald], que habet limites suos in Glinik, Brenstkow, Zagortzitz, Wirdzano, Czudze, Dobrzegow, Tilkowitz, Kosegow, Klytze. Danach folgte der Landesausbau und die deutschrechtliche Kolonisation.
Brzeziny wurde zusammen mit Wielopole im Jahr 1337 erstmals urkundlich erwähnt. Dieses Jahr stammt aus einem verlorenen Dokument des Krakauer Bischofs Jan Grot (in der Position 1326 bis 1347). Im Jahr 1398 entstand ein Transsumpt dieses Dokuments, dessen Pergament im Jahr 1711 sehr abgenutzt war, als es von einem Krakauer Offizial zum letzten Mal abgeschrieben und weggeworfen wurde. Im Dokument des Bischofs Jan Grot wurde der Weg durch oppido Wielopole und Brzeziny (que ducit de eodem oppido Wielopole in villa Brzeziny) erwähnt. Zwar könnte das Datum vom Kopisten fehlerhaft abgeschrieben sein, aber das originale Dokument überlieferte auch den Namen des Priesters in Przecław, Krystyn, der im Peterspfennigregister in den Jahren 1350 bis 1351 wirklich als Pfarrer in Przecław benannt wurde, was die Informationen aus dem verlorenen Dokument glaubwürdig macht.
Der in Polen verbreitete Name Brzeziny ist topographisch und vom Wort brzezina (Birkenwald) abgeleitet.
Aus dem Jahr 1389 stammt eine königliche Bestätigung eines verlorenen Dokuments aus 1353, über die Übergabe von einigen Dörfern in der Umgebung, darunter B[rze]sini (Brzeziny), Sedliska (Siedliska-Bogusz), Gorzimowa (Gorzejowa), Camennicza (Kamienica), Smarschowa (Smarżowa) in den Gütern von Kunice, an drei ruthenische [ukrainische] Brüder namens Chodko, Piotr und Ostaszek, den Söhnen von Iwan, die vermutlich dem polnischen König Kasimir dem Großen bei der Einnahme Rotrutheniens halfen. 1408 gehörte es zur Abtei Tyniec.
Das Dorf wurde nicht im Lebuser Stiftregister aus dem Jahr 1405 erwähnt. Dagegen enthält das Manuskript eine Angabe über Ansiedlung von ca. 100 mehrheitlich deutschen namentlich benannten Familien aus Schlesien, unter denen es noch von Abgaben und den Frondiensten befreite Siedler gab, in Kunice, anders Kamienica, sowie Wyelgopole. Nach dem deutschen Volkskundler Walter Kuhn die benannten Familien sich in den Dörfern Brzeziny und Nawsie, westlich und östlich von Wielopole, ansiedelten. Nach Feliks Kiryk wurde Wyelgopole als ein Dorf mit 87 Hufen und 109 Bauern, 3/4 mit Namen deutscher Herkunft beschrieben, weil dieses Dokument in der Wirklichkeit die Situation nicht im frühen 15., sondern im frühen 14. Jahrhundert beschreibt, etwas vor der Gründung 1337 erstmals erwähnten gleichnamigen Stadt.
Das Dorf gehörte zur Adelsrepublik Polen-Litauen, Woiwodschaft Sandomir, Kreis Pilzno. Bei der Ersten Teilung Polens kam Brzeziny 1772 zum neuen Königreich Galizien und Lodomerien des habsburgischen Kaiserreichs (ab 1804). Das Dorf war im Epizentrum des galizischen Bauernaufstands im Jahr 1846, der von Jakub Szela aus dem benachbarten Smarżowa geführt wurde. Die Dorfsbesitzer mit den Verwaltern, insgesamt 10 Leute, wurden von Bauern getötet.
Nach dem Ende des Ersten Weltkriegs und dem Zusammenbruch der Habsburgermonarchie kam Brzeziny 1918 zu Polen. Unterbrochen wurde dies nur durch die deutsche Besetzung Polens im Zweiten Weltkrieg. Von 1975 bis 1998 gehörte Brzeziny zur Woiwodschaft Rzeszów.

## Sehenswürdigkeiten

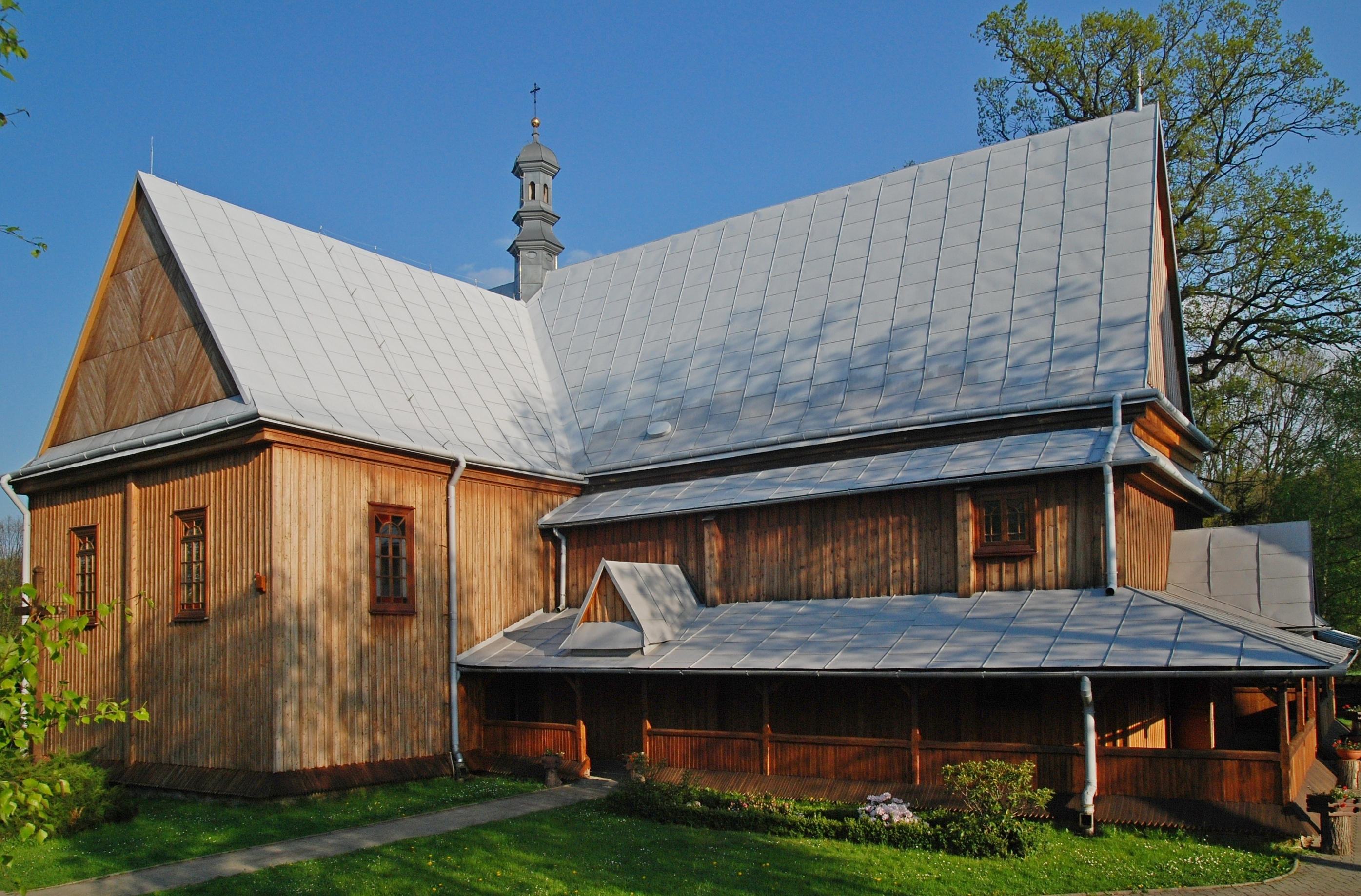
Holzkirche

- Holzkirche aus dem zweiten Hälfte des 15. Jahrhunderts, auf der Holzarchitekturroute Karpatenvorlands